# وست‌هم
وستم (به هلندی: Westhem) یک منطقهٔ مسکونی در هلند است که در سودوست-فریسلان واقع شده‌است. وستم ۷۰ نفر جمعیت دارد.